# Солис (Тексас)
Солис (енгл. Solis) насељено је место без административног статуса у америчкој савезној држави Тексас.

## Демографија
По попису из 2010. године број становника је 512, што је 33 (-6,1%) становника мање него 2000. године.
| Група             | 2000.       | 2010.       |
| Белци             | 140 (25,7%) | 77 (15,0%)  |
| Афроамериканци    | 0 (0,0%)    | 0 (0,0%)    |
| Азијати           | 0 (0,0%)    | 0 (0,0%)    |
| Хиспаноамериканци | 396 (72,7%) | 430 (84,0%) |
| Укупно            | 545         | 512         |